# Coenosia itatiaqiensis
Coenosia itatiaqiensis är en tvåvingeart som först beskrevs av Albuquerque 1954.  Coenosia itatiaqiensis ingår i släktet Coenosia och familjen husflugor. Inga underarter finns listade i Catalogue of Life.